# Боржомський муніципалітет
Боржо́мський муніципаліте́т (груз. ბორჯომის მუნიციპალიტეტი) — муніципалітет у Грузії, що входить до краю Самцхе-Джавахеті. Адміністративний центр — Боржомі.

## Населення
Етнічний склад населення муніципалітету згідно з Переписом населення Грузії 2014 року:
| етнічна група | кількість осіб | частка щодо всього населення |
| ------------- | -------------- | ---------------------------- |
| грузини       | 21 990         | 87,21 %                      |
| вірмени       | 2 176          | 8,63 %                       |
| осетини       | 338            | 1,34 %                       |
| греки         | 293            | 1,16 %                       |
| росіяни       | 277            | 1,10 %                       |
| українці      | 88             | 0,35 %                       |
| азербайджанці | 16             | 0,06 %                       |
| Євреї         | 5              | 0,02 %                       |
| Ассирійці     | 2              | 0,01 %                       |
| абхази        | 2              | 0,01 %                       |
| єзиди         | 1              | 0,01 %                       |
| Всього        | 25 214         | 100,00 %                     |